# 2-je Jańkowo
2-je Jańkowo lub Wtoroje Jańkowo (ros. 2-е Яньково) – wieś (ros. деревня, trb. dieriewnia) w zachodniej Rosji, w sielsowiecie nikolnikowskim rejonu rylskiego w obwodzie kurskim.

## Geografia
Miejscowość położona jest 5,5 km od centrum administracyjnego sielsowietu nikolnikowskiego (Makiejewo), 10,5 km od centrum administracyjnego rejonu (Rylsk), 111 km od Kurska.

## Demografia
W 2010 r. miejscowość zamieszkiwało 20 osób.